# Саксон (річка)
Саксон  (швед. Saxån) — мала річка на півдні Швеції, у лені Сконе. Довжина річки становить 45 км,  площа басейну  — 359,9 км². 